# Atlazaur
Atlazaur (Atlasaurus imelakei) – dinozaur z grupy zauropodów (Sauropoda) o bliżej niesprecyzowanej pozycji systematycznej. Autorzy jego opisu, Monbaron, Russell i Taquet (1999) uznali go za blisko spokrewnionego z brachiozaurem; Upchurch i Martin (2003) uznali go za przedstawiciela rodziny Brachiosauridae. Według analizy kladystycznej przeprowadzonej przez Upchurcha, Barretta i Dodsona (2004) atlazaur nie należał jednak do Brachiosauridae, lecz był bazalnym przedstawicielem kladu Macronaria. Z analizy tej wynika, że taksonem siostrzanym atlazaura był inny środkowojurajski zauropod z Afryki – Jobaria; oba te rodzaje tworzyły klad siostrzany do chińskiego rodzaju Bellusaurus, zaś wszystkie trzy rodzaje tworzyły klad siostrzany do kladu obejmującego wszystkich pozostałych przedstawicieli Macronaria. Z kolei z analiz kladystycznych Allaina i współpracowników (2004) oraz Royo-Torres i współpracowników (2006) wynika, że atlazaur był bazalnym przedstawicielem kladu Eusauropoda nie należącym do kladu Neosauropoda, i tym samym niebędącym przedstawicielem Macronaria (ani tym bardziej Brachiosauridae); według analizy Allaina i współpracowników (2004) atlazaur był taksonem siostrzanym do Neosauropoda, natomiast według analizy Royo-Torres i współpracowników (2006) był on taksonem siostrzanym do kladu tworzonego przez grupy Neosauropoda i Turiasauria oraz rodzaje Cetiosaurus, Patagosaurus, Barapasaurus, Omeisaurus, Euhelopus i Mamenchisaurus. Wreszcie według analizy Wilsona i Upchurcha (2009) Atlasaurus, Bellusaurus i Jobaria tworzyły klad siostrzany do Neosauropoda.
Jego nazwa pochodzi od tytana z mitologii greckiej – Atlasa (ze względu na rozmiary) – oraz od pasma górskiego Atlas (ze względu na miejsce znalezienia kości atlazaura).
Żył w okresie jury (ok. 165-161 mln lat temu) na terenach północnej Afryki. Długość ciała ok. 15 m, ciężar ok. 22 t. Jego szczątki znaleziono w Maroku (w górach Atlas).